# Ян из Голешова

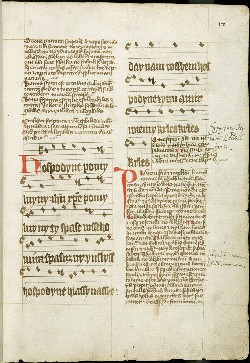
Фрагмент хроники Яна из Голешова (1397), с нотированным гимном «Господи, помилуй ны!»

Ян из Голешова или Ян Голешовский (чеш. Jan z Holešova, лат. Joannes de Hollessow; 1366, Голешов — 27 декабря 1436, Райград) — учёный монах-бенедиктинец Бржевновского монастыря, богослов и писатель

, автор записи и комментария к старейшей сохранившейся песни «Господи, помилуй ны» (1397), ставшей наряду со Святовацлавским хоралом одним из первых чешских гимнов. Один из первых этнографов Чехии, музыковед.

## Биография
Информации о жизни Яна Голешовского очень мало. Вероятно, он был младшим сыном епископа Ульмана из Голешова. Возможно, служил приходским священником в Слушовицах и учился в Пражском университете, на юридическом факультете которого в 1386 году получил степень бакалавра.
Вступил в бенедиктинский монастырь в Бржевнове и был среди монахов, которых аббат Бржевновского монастыря Дионисий II отправил изучать богословие в Париж.
После разграбления Бржевновского монастыря гуситами в 1420 году, отправился в монастырь в Райграде, где позже служил настоятелем и где умер в 1436 году.
Известны несколько сочинений Яна Голешовского написанных на латыни, в том числе, трактат «О семи обычаях сочельника», «Можно ли верить в Папу» (лат. An credi possit in papam), «Expositio cantici Santi Adalberti». Возможно и вероятно, что Ян Голешовский написал гораздо больше профессиональных богословских сочинений, но большинство из них, по-видимому, было уничтожено во время разграбления Бржевновского монастыря гуситами в 1420 г., и сохранились лишь те произведения, которые чаще всего копировались.